# Трамвай Анталії

Лінія Nostalji позначена зеленим

Трамвай Анталії (Nostalji) — діюча трамвайна система міста Анталія, Туреччина. Відкрита 27 березня 1999 року. Вартість проїзду на 2014 рік становила становить 2 TL.

## Історія
Пробна експлуатація одноколійної трамвайної лінії почалася 27 лютого 1999, офіційне відкриття — 24 березня того ж року. Лінія має 4.5 км завдовжки і 9 зупинок. Час в дорозі — 25 хвилин. Години роботи: з 7:00 до 22:00. Трамвай відходить від депо кожні 30 хвилин.

## Опис системи
Трамвайна мережа Анталії складається з одноколійної прибережної лінії (з трьома роз'їздами). Ширина колії — 1435 мм.
Прибережна лінія проходить паралельно пляжу і має виділену смугу на всьому своєму протязі. Оскільки на лінії використовуються односторонні вагони, на кінцевих пунктах влаштовані розворотні кільця. Депо розташоване на східному краю лінії і складається з двох колій для відстою трамваїв, тому третій трамвай ночує на кінцевій зупинці. Лінія проходить уздовж багатьох готелів, у зв'язку з чим вона має популярність серед туристів. Трамвай по ній ходить раз на півгодини.

## Рухомий склад
На лінії використовуються три двовагонні поїзди (моторний вагон (MAN T4) + причіпний вагон (MAN B4)). Вживані трамваї 1950-х років були подаровані магістратом міста-побратима Антальї — Нюрнберг (Німеччина).

## Назви зупинок
1. ZERDALİLİK
2. IŞIKLAR-1
3. IŞIKLAR-2
4. BELEDİYE
5. ÜÇ KAPILAR
6. KALE KAPISI
7. CUMHURİYET MEYDANI
8. SELEKLER
9. MESLEK LİSESİ
10. BARBAROS
11. MÜZE

## Ресурси Інтернету
- Путешествия с Ириной Яровой
- turkeytravelplanner